# ライヒリング
ライヒリング (ドイツ語: Reichling) はドイツ連邦共和国バイエルン州オーバーバイエルン行政管区のランツベルク・アム・レヒ郡に属す町村（以下、本項では便宜上「町」と記述する）で、ライヒリング行政共同体を構成する自治体の一つである。

## 地理

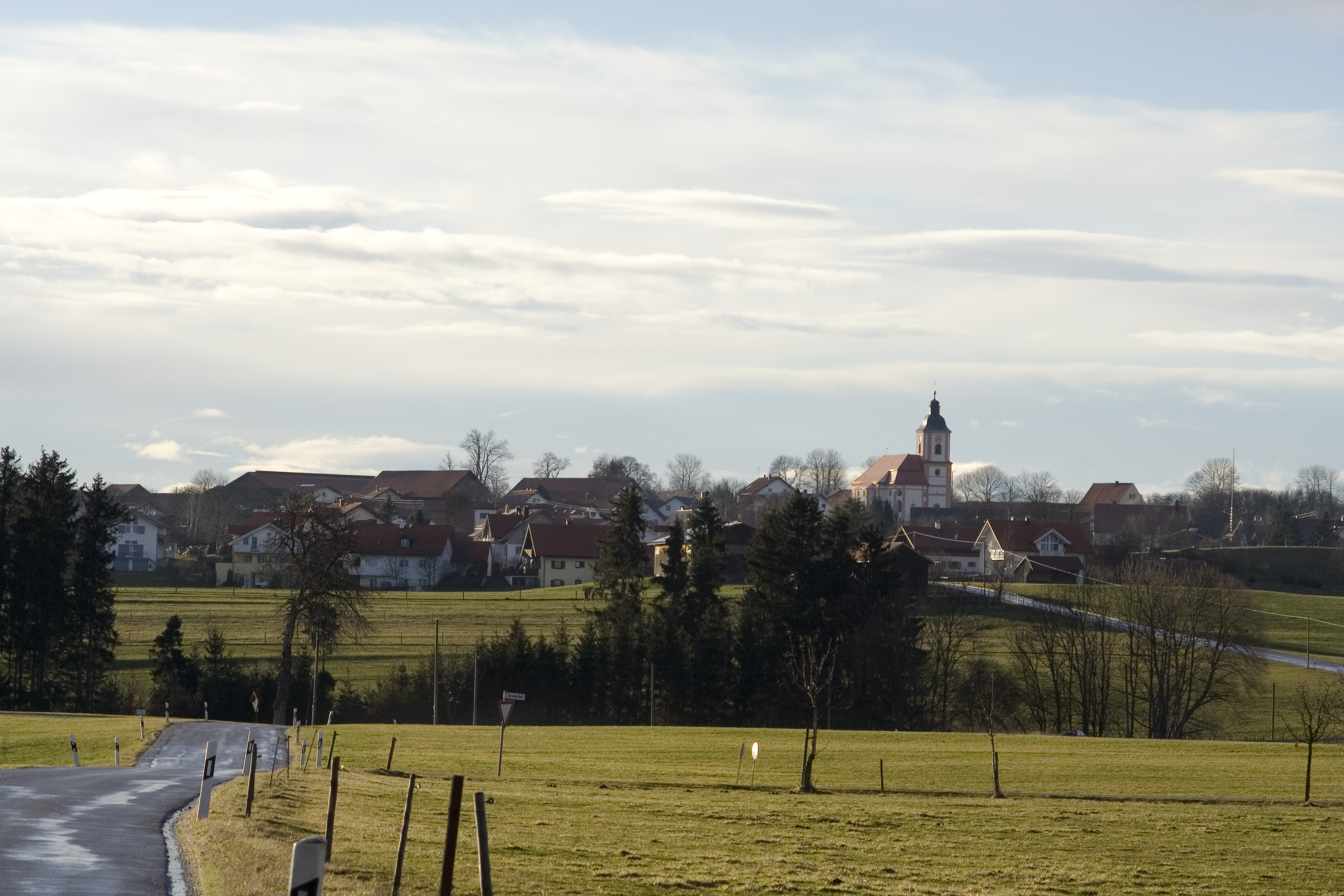
ライヒリング

ライヒリングはミュンヘン地方に位置する。

### 自治体の構成
この町は、公式には5つの地区 (Ort) からなる。このうち小集落や孤立農場などを除く集落を以下に列記する。
- ギンメンハウゼン
- ルーデンハウゼン
- ライヒリング

#### ルーデンハウゼン
ルーデンハウゼンはライヒリングから南に約3km離れた場所にある集落である。海抜736mに位置するこの集落はランツベルク・アム・レヒ郡内で最も高い位置にある集落である。集落中央の高台に聖ペテロ＝聖パウロ教区教会が建っている。

## 歴史
発掘された遺跡にはライヒリングのローマ時代の過去がある。隣接する入植地であったエプファッハ（Abodiacum、現在はデンクリンゲンの一部）から伸びるローマ街道がレヒフルトを経由し、現在の町域を東に貫いていた。ローマ支配が終わった後、5世紀にアレマン人の Richilo を中心とするジッペがライヒリングの村を築いた。ルーデンハウゼンは中世初期に最初の拡張期を迎えた。ヴィッテルスバッハ家がレヒライン地方を支配し始めた13世紀にはルーデンハウゼンはランツベルク地方裁判所の一部となった。ライヒリングはラウヘンヘンレヒスベルク保護裁判所に属したが、その後ランツベルク地方裁判所、ショーンガウ地方裁判所、ヴァイルハイム地方裁判所と、その所属は変遷した。
バイエルンの行政改革に伴う1818年の市町村令により、自治体としてライヒリング（ショーンガウ郡）とルーデンハウゼン（ランツベルク郡）が成立した。ショーンガウ郡の廃止に伴い、1978年にライヒリングはランツベルク・アム・レヒ郡に移管された。同時にそれまで独立した町村であったルーデンハウゼンはライヒリングに合併した。

### 人口推移
- 1970年 1,067人
- 1987年 1,272人
- 2005年 1,668人

## 行政
町長はヨハネス・ライス (CSU) である。

### 紋章
図柄: 頂部は青地で金の鍵と金の剣が斜め十字に交差する形で描かれている。その下は銀地で、三峰の緑の山の上に赤いユニコーンの半身。
鍵と剣は、ルーデンハウゼンの教会の守護聖人である聖ペテロと聖パウロを暗示する。三峰の山は、ライヒングがその麓に位置するヴルツベルク、ケルト堡塁が遺るイッシング高地、保護裁判所名ラウヘンレヒスベルク（berg = 山）を表す。ユニコーンの半身は、ライヒリング出身のエッタール修道院長ベネディクト・パッヒャー（1739年から1759年に在職）の紋章に由来する。

## 経済と社会資本

### 教育
- 国民学校 1校

## 引用
1. ↑  https://www.statistikdaten.bayern.de/genesis/online?operation=result&code=12411-003r&leerzeilen=false&language=de Genesis-Online-Datenbank des Bayerischen Landesamtes für Statistik Tabelle 12411-003r Fortschreibung des Bevölkerungsstandes: Gemeinden, Stichtag (Einwohnerzahlen auf Grundlage des Zensus 2011)
2. ↑  Bayerische Landesbibliothek Online